# Kalrayan
Kalrayan són unes muntanyes de l'Índia al Tamil Nadu, a l'est del Tenandamalai, del que estan separades per la vall del Kottapatti. Diverses seccions porten noms particulars sent les dues principals els Periya Kalrayans (Grans Kalrayans) amb fins a uns 1300 metres, i els Chinna Kalrayans (Petits Kalrayans) que estan per sota de mil. Als Periya Kalrayan hi ha el temple de Kari Raman de gran devoció entre els malaiyalis. Les terres d'aquestes muntanyes estan repartides entre cinc zamindaris. La població és quasi exclusivament malaiyali, un grup tàmil amb peculiaritats pel seu aïllament a aquestes muntanyes.